# João Gabriel de Lima
João Gabriel de Lima (1965) é um jornalista e escritor brasileiro, autor dos romances O Burlador de Sevilha e Carnaval. Os dois livros têm um tema recorrente: a memória. Em ambos os romances, assim, a escrita é entendida como uma arma contra o esquecimento.

## Obras

### O Burlador de Sevilha
"O Burlador de Sevilha" reporta ao mito de Don Juan, mas o personagem mais intrigante é o criado do personagem, que reporta os feitos de seu patrão.
Em análise do livro, o professor da Universidade de Sorbonne Daniel-Henri Pageaux mostra como a obra dialoga com outras encarnações do mito - as de Kierkegaard, Molina, Da Ponte, Molière e Zorrilla. O livro também foi tema de trabalhos acadêmicos de Rosa Maria Sequeira; Maria Nazareth da Silva, da Universidade Aberta de Lisboa, Portugal; Rejane Queiroz, em Madrid, Espanha; e Luiz Eduardo Barroco de Moraes Rosa, em Santos, Brasil,Angeli Rose do Nascimento,na Pontifícia Universidade Católica do Rio de Janeiro,publicado pela editora Schoba,São Paulo,Brasil,sob o título "Reflexões sobre experiências de leitura e algumas contribuições do mito de Don Juan'",2009 e dialoga com "Don Giovanni,ou o dissoluto absolvido" de José Saramago.
Finalista do Prêmio José Saramago em 2002, a obra foi lançada também em Portugal e na Espanha.

### Carnaval
Já "Carnaval" homenageia os escritores argentinos Jorge Luís Borges e Adolfo Bioy-Casares. Em vez de referências literárias, no entanto, a trama é calcada na linguagem do cinema. Truffaut, Marco Bellochio e Bernardo Bertolucci são alguns dos cineastas citados no romance, cuja epígrafe, aliás, é de Pedro Almodóvar: "Você se torna mais parecido com você mesmo à medida que se torna mais parecido com quem gostaria de ser".
O protagonista de "Carnaval" é um homem que acha que vai encontrar a mulher amada - e com isso viver o dia mais feliz de sua vida - dentro do carnaval carioca. Escreve para ela uma longa carta em que relata este dia detalhe por detalhe, com o intuito de não esquecê-lo.
Em resenha escrita na revista Veja a propósito do romance "Carnaval", o escritor brasileiro Moacyr Scliar definiu o autor como representante da escola pós-moderna, "sem a afetação normalmente associada ao termo". A crítica brasileira, que em sua maioria aplaudiu o livro, viu também na obra uma homenagem à cidade do Rio de Janeiro.